# Королі (Орічівський район)
Королі́ (рос. Короли) — присілок у складі Орічівського району Кіровської області, Росія. Входить до складу Шалеговського сільського поселення.
Населення становить 8 осіб (2010, 8 у 2002).
Національний склад станом на 2002 рік — росіяни 100 %.